# Гейкант (Алфен-Хам)
Гейкант (нід. Heikant) — селище в нідерландській провінції Північний Брабант. Входить до муніципалітету Алфен-Хам.
Перша згадка про населений пункт датується 1685 роком. Наразі у ньому нараховується близько 80 будинків.